# Don Masson
Donald „Don” Sandison Masson (ur. 26 sierpnia 1946 w Banchory) – szkocki piłkarz występujący podczas kariery na pozycji pomocnika.

## Kariera klubowa
Don Masson zawodową karierę rozpoczynał w 1963 roku w drugoligowym angielskim klubie Middlesborough. W 1968 przeszedł do czwartoligowego Notts County, z którym w kolejnych latach awansował o dwie kolejnr klasy. Trakcie sezonu 1974/75 przeszedł do pierwszoligowego Queens Park Rangers. Z QPR zdobył wicemistrzostwo Anglii w 1977. W trakcie sezonu 1977/78 przeszedł do Derby County, by po sezonie powrócić do Notts County. Z klubem z Nottingham awansował do pierwszej ligi w 1981. Niedługo po tym awansie przeszedł do występującego w North America Soccer League Minnesota Kicks. Sezon 1982/83 spędził w Hongkongu w zespole tamtejszej ligi – Bulova SA. Karierę zakończył w szóstoligowym Kettering Town w 1984.
| Sezon   | Klub                     | Kraj              | Rozgrywki             | Mecze | Bramki |
| ------- | ------------------------ | ----------------- | --------------------- | ----- | ------ |
| 1964/65 | Middlesbrough F.C.       | Anglia            | Division Two          | 14    | 4      |
| 1965/66 | Middlesbrough F.C.       | Anglia            | Division Two          | 2     | 0      |
| 1966/67 | Middlesbrough F.C.       | Anglia            | Division Three        | 19    | 1      |
| 1967/68 | Middlesbrough F.C.       | Anglia            | Division Two          | 18    | 1      |
| 1968/69 | Notts County F.C.        | Anglia            | Division Four         | 38    | 13     |
| 1969/70 | Notts County F.C.        | Anglia            | Division Four         | 43    | 23     |
| 1970/71 | Notts County F.C.        | Anglia            | Division Four         | 42    | 14     |
| 1971/72 | Notts County F.C.        | Anglia            | Division Three        | 45    | 11     |
| 1972/73 | Notts County F.C.        | Anglia            | Division Three        | 44    | 8      |
| 1973/74 | Notts County F.C.        | Anglia            | Division Two          | 40    | 11     |
| 1974/75 | Notts County F.C.        | Anglia            | Division Two          | 21    | 1      |
| 1974/75 | Queens Park Rangers F.C. | Anglia            | Division One          | 21    | 1      |
| 1975/76 | Queens Park Rangers F.C. | Anglia            | Division One          | 42    | 6      |
| 1976/77 | Queens Park Rangers F.C. | Anglia            | Division One          | 41    | 8      |
| 1977/78 | Queens Park Rangers F.C. | Anglia            | Division One          | 12    | 3      |
| 1977/78 | Derby County F.C.        | Anglia            | Division One          | 23    | 1      |
| 1978/79 | Notts County F.C.        | Anglia            | Division Two          | 37    | 3      |
| 1979/80 | Notts County F.C.        | Anglia            | Division Two          | 40    | 4      |
| 1980/81 | Notts County F.C.        | Anglia            | Division Two          | 36    | 3      |
| 1981/82 | Notts County F.C.        | Anglia            | Division One          | 16    | 1      |
| 1981    | Minnesota Kicks          | Stany Zjednoczone | NASL                  | 24    | 2      |
| 1982/83 | Bulova SA                | Hongkong          | First Division League | ?     | ?      |
| 1983/84 | Kettering Town           | Anglia            | Football Conference   | 6     | 1      |

## Kariera reprezentacyjna
W reprezentacji Szkocji Masson zadebiutował 6 maja 1976 w wygranym 3-1 meczu British Home Championship z Walią. W 1978 został powołany do kadry na mistrzostwa świata. Na mundialu w Argentynie wystąpił w mecze z Peru, który był jego ostatnim meczem w reprezentacji. Ogółem w reprezentacji rozegrał 17 meczów, w których zdobył 5 bramek.
| Mecze i gole w reprezentacji | Mecze i gole w reprezentacji | Mecze i gole w reprezentacji | Mecze i gole w reprezentacji | Mecze i gole w reprezentacji | Mecze i gole w reprezentacji | Mecze i gole w reprezentacji |
| #                            | Data                         | Miasto                       | Przeciwnik                   | Gol                          | Wynik                        |                              |
| ---------------------------- | ---------------------------- | ---------------------------- | ---------------------------- | ---------------------------- | ---------------------------- | ---------------------------- |
| 1.                           | 06.05.1976                   | Glasgow                      | Walia                        |                              | 3:1                          | British Home Championship    |
| 2.                           | 08.05.1976                   | Glasgow                      | Irlandia Północna            | Gol                          | 3:0                          | British Home Championship    |
| 3.                           | 15.05.1976                   | Glasgow                      | Anglia                       | Gol                          | 2:1                          | British Home Championship    |
| 4.                           | 08.09.1976                   | Glasgow                      | Finlandia                    | Gol                          | 6:0                          | towarzyski                   |
| 5.                           | 13.10.1976                   | Praga                        | Czechosłowacja               |                              | 0:2                          | el. MŚ 1978                  |
| 6.                           | 28.05.1977                   | Wrexham                      | Walia                        |                              | 0:0                          | British Home Championship    |
| 7.                           | 01.06.1977                   | Glasgow                      | Irlandia Północna            |                              | 3:0                          | British Home Championship    |
| 8.                           | 04.06.1977                   | Londyn                       | Anglia                       |                              | 2:1                          | British Home Championship    |
| 9.                           | 15.06.1977                   | Santiago                     | Chile                        |                              | 4:2                          | towarzyski                   |
| 10.                          | 18.06.1977                   | Buenos Aires                 | Argentyna                    | Gol                          | 1:1                          | towarzyski                   |
| 11.                          | 23.06.1977                   | Rio de Janeiro               | Brazylia                     |                              | 1:2                          | towarzyski                   |
| 12.                          | 07.09.1977                   | Berlin                       | NRD                          |                              | 0:1                          | towarzyski                   |
| 13.                          | 21.09.1977                   | Glasgow                      | Czechosłowacja               |                              | 3:1                          | el. MŚ 1978                  |
| 14.                          | 12.10.1977                   | Liverpool                    | Walia                        | Gol                          | 2:0                          | el. MŚ 1978                  |
| 15.                          | 13.05.1978                   | Glasgow                      | Irlandia Północna            |                              | 1:1                          | British Home Championship    |
| 16.                          | 20.05.1978                   | Glasgow                      | Anglia                       |                              | 0:1                          | British Home Championship    |
| 17.                          | 03.06.1978                   | Córdoba                      | Peru                         |                              | 2:0                          | Mistrzostwa Świata           |